# Phaegorista enarges
Phaegorista enarges là một loài bướm đêm trong họ Erebidae.